# 锡豪洛姆
锡豪洛姆（匈牙利語：Szihalom）是匈牙利赫维什州所辖的一个村。总面积34.17平方公里，总人口2029，人口密度59.4人/平方公里（2011年1月1日）。